# الستات مايعرفوش يكدبوا (فلم)
الستات مايعرفوش يكدبوا فيلم كوميدي مصري من إنتاج عام 1954، من إخراج محمد عبد الجواد وبطولة شادية وشكري سرحان وإسماعيل ياسين.

## قصة الفيلم
يتزوج حبيبان بعد قصة حب، لكن الزوج يكتشف أن زوجته دائمة الكذب وأنها تستمتع بهذه السمة، ويعاني كثيرا من كذبها مما يدفعه إلى السفر غاضبا إلى باريس، وهناك تأتيه رسالة من حبيبته تخبره أنها حامل وعليه الحضور لرؤية مولوده القادم.. يعود الزوج على الفور مما يدفع الزوجة إلى استئجار طفلة صغيرة كى تخبر زوجها أنها ابنته وذلك عن طريق صديق الزوج وكذلك أمها. تتعقد الأمور كثيرا حول الزوجة حيث يطالب أهل الطفلة باستعادتها، في نفس الوقت يأتى لها طفل آخر فتدعى أنها رزقت بتوأم ثم طفل ثالث.. تنتاب الزوج الشكوك ويأتى أهالي الأطفال الثلاثة لاستعادة أطفالهم. يغضب الزوج من جديد ويقرر أن يطلق زوجته... لكنه يعلم أنها حامل بصدق هذه المرة، وتعده أن تكف عن الكذب.

## بطولة
- شادية: (ليلى)
- شكري سرحان: (كمال)
- إسماعيل ياسين: (نوح)
- زينات صدقي: (بثينة)
- إستفان روستي: (بنيولتي)
- ثريا فخري: (أم يني)
- هند رستم: (نبوية)
- جمالات زايد: (المرضعة)
- علية فوزي: (زوبة)
- توفيق الدقن: (الطبيب)
- عبد المنعم إسماعيل: (أبو نبوية)
- عبد الغني النجدي: (العسكري)
- حسين إسماعيل: (سيد)
- اعتدال شاهين: (بهية)
- محمود حافظ
- سهير رضا
- محمود لطفي

## فريق العمل
- إخراج: محمد عبد الجواد
- إنتاج: عظيم فيلم
- توزيع: شركة الشرق
- قصة وحوار: بديع خيري
- ملاحظ السيناريو: علي رضا
- مونتاج: كمال أبو العلا
- مدير التصوير: محمد عبد العظيم
- تم التصوير في ستوديو الأهرام
- تم الطبع والتحميض في ستوديو الأهرام

## أغاني الفيلم
- كلمات: حسين السيد، إبراهيم رجب
- ألحان: محمود الشريف، منير مراد، أحمد صبرة

## وصلات خارجية
- مقالات تستعمل روابط فنية بلا صلة مع ويكي بيانات